# Sudis

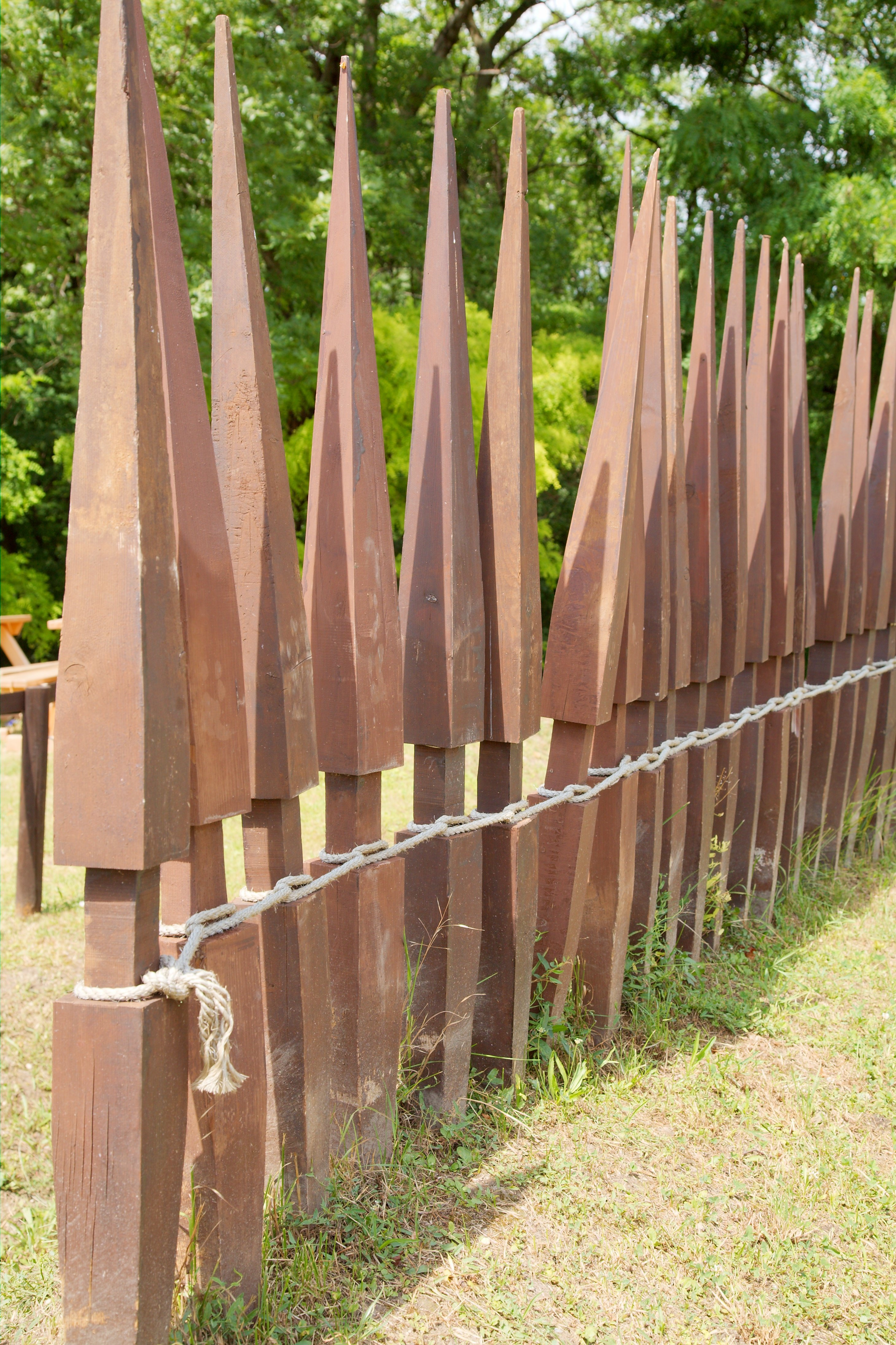
Palissada moderna imitant un possible model romà a partir de diverses estaques (sudis; plural sudes).

En l'equipament dels antics legionaris romans, el terme llatí sudis (en plural sudes) significava una estaca especial emprada per a fortificar el campaments (castrum; castra en plural).
Sinònims de sudes eren vallis, suris i stipes, en plural.

## Palissadesen campaments antics
Els exèrcits dels antics grec i romans, quan es desplaçaven per territori enemic, passaven la nit en campaments fortificats. Si l'estança era curta (d'una o dues nits) la fortificació era senzilla i es podia fer ràpidament amb elements que portaven els mateixos soldats.

### Estaques
La tradició escrita sobre el tema indica que cada soldat d'infanteria regular (legionari en el cas de Roma) havia de portar mentre caminava (si no hi havia un altre mitjà de transport més adequat) dues o més estaques. Aquestes estaques eren les que hom emprava en la construcció d'una palissada (vallum, en llatí) que protegia el campament (castrum en llatí). Dissortadament, la qüestió no és tan senzilla. Part de la literatura i alguns dels comentaris d'èpoques posteriors demostren certes divergències pel que fa al nombre d'estaques i a la descripció de les mateixes.
Sembla imprescindible consultar les fonts originals abans de presentar conclusions.

### Descripció
Les estaques més freqüents mostraven un acabat primitiu, amb poques modificacions del material original (un arbret petit o una branca d'un arbre). La secció era rodona, amb una punxa a cada cap.
- Les estaques gregues eren més gruixudes i cada soldat només en podia portar dues. Quan es clavaven per a fer la palissada quedaven molt separades i eren relativament fàcils de desclavar o tombar.
- Les estaques romanes eren més primes. Cada soldat en podia carregar tres o quatre. A més de les punxes dels extrems, es conservaven tres o quatre dels cimals originals (de l'arbret o branca de partida) i es treballaven per a deixar-los ben punxeguts. Un cop clavades fent palissada, quedaven molt juntes i es travaven de forma que era molt difícil arrencar-les.[5]

#### Estaques treballades

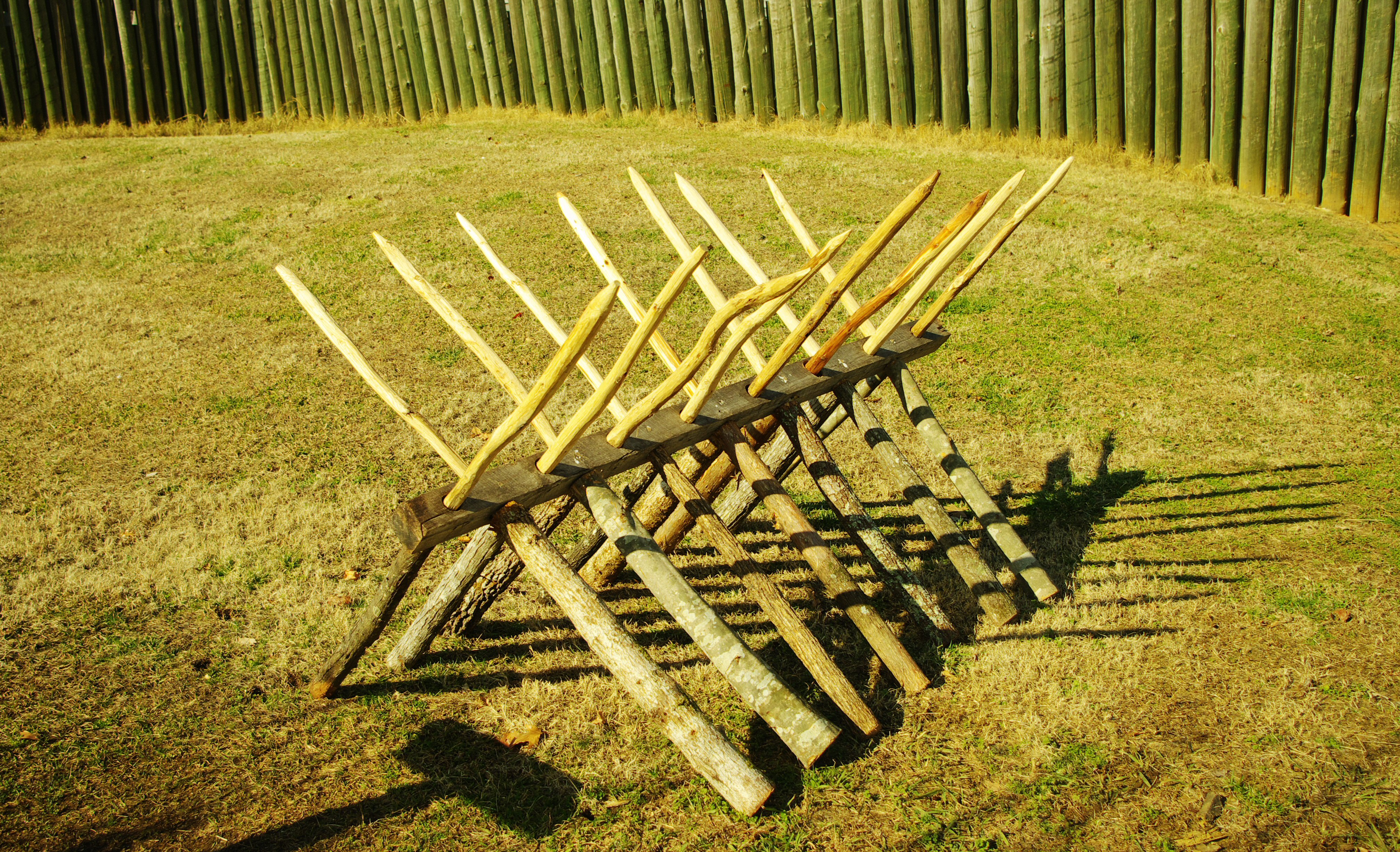
cavall frisó modern inspirat en una possible disposició antiga

Hi ha troballes arqueològiques d'exemplars d'estaques de fusta completament treballades. La forma és la que es pot veure a la imatge adjunta (a dalt i a la dreta). La secció és quadrangular i amb punxes als extrems. Cada extrem presenta la forma d'una piràmide molt allargada. La part central és més prima (i molt més feble).
No hi ha cap document antic que parli d'aquesta mena d'estaques. Algunes teories modernes indiquen una possible doble funció:
- servir d'estaques típiques de palissada, clavant-les verticalment al talús d'un campament
- muntar-les per a formar un cavall frisó.[8]

### Nombre
En teoria, cada soldat grec n'havia de transportar dues. Els soldats romans en podien portar tres o quatre. Per camins normals les estaques es podien carregar en mules o carros.
- Escipió Emilià, com a càstig i per motius disciplinaris, va prescindir de les mules i ordenà que cada legionari carregués set estaques al coll (a més de les armes, el menjar i la impedimenta habitual).[9]
- En la batalla del Mont Algidus cada soldat va haver de transportar dotze estaques.[10][11][12]

### Tractats militars antics i altres documents
- Ilíada. Cant IX, versos 349-350.[13]
  - Palissada amb fossat del campament dels aqueus.
- 362 aC. Enees Tàctic. Commentarius Poliorceticus.[14]
  - Aparentment, aquesta obra no parla d'estaques portades per soldats.
- 167-149 aC. Polibi de Megalòpolis?
  - Pàgina 205 de la referència adjunta. Vallum.[15]
  - Pàgina 245 de la referència adjunta.[16]
- 37 aC. Virgili en les Geòrgiques, Llibre II, 25.[17][18]
  - La frase següent ("Quadrifidasque sudes, et acuto robore vallos") parla d'estaques indicant plançons reproductors amb finalitats agrícoles. Però escriu "sudes" i "vallis", dos sinònims d'estaca en plural.
- 22 aC-7 aC. Horaci. Carmina.[19][20]
- c 110 dC. Liber de munitionibus castrorum. Hyginus Gromaticus.[21]
- 130 dC. Poliorcetica. Apol·lodor de Damasc.[22]
- 163 dC. Poliè el Macedoni. Stratagems of War.[23][24]
- c 390 dC.  Servius Maurus Honoratus. En la seva obra In tria Virgilii Opera Expositio indica que sudes i valli eren equivalents.[25]
- 390 dC. Vegeci explicà la fortificació dels campaments militars romans (en llatí plural castra)[26]
  - Construcció d'una palissada d'estaques.[27]
  - Campament d'una nit.[28]

| «         | ... Castra in unius noctis transitum et itineris occupationem leviorem, cum sublati cespites circumdantur, et aggerem faciunt, supra quem valli, hoc est sudes vel tribuli lignei, per ordinem digeruntur ... | » |
| — Vegeci. | |   |

- c 390 dC. Ammià Marcel·lí.
  - Esmenta les estaques de fortificació nombroses vegades però de forma general.

- 1666. Polymathia, sive variæ antiquæ eruditionis libri sex. J. Laurentii.[29]
  - "Vallus et sudes idem significant. Sudes est quacumque obvia materia sed duriore acuta cum duabus aut tribus eminentiis, veluti cornibus".
- 1709. Q. Horatii Flacci” Odarum: liber quintus, dictus liber Epodon. Horaci.[20]
- 1784. Art militaire. Louis Félix Guinement Keralio.[30]
  - A la pàgina 535 del llibre (552/805 del document pdf) indica que les estaques eren de fusta dura (alzina o erable) i que podien tenir tres o quatre puntes que es disposaven a la part exterior de la palissada.
- 1835. Consideraciones sobre las causas de la grandeza y decadencia de los romanos. Charles de Secondat Montesquieu.[31]
  - Escipió va suprimir les mules i va obligar a transportar set estaques a cada soldat, a més de les armes i els queviures.
- 1839. Quinti Horatii Flacci opera: Interpretatione et notis. Ludoviens Desprez.[32]
- 1864. Étude sur la castramétation des romains et sur les leurs institutions militaires. M. Masquelez.[33]
- 1870. Dictionary of Greek and Roman Antiquities. William Smith.[34]